# Aílton Gonçalves da Silva
Aílton Gonçalves da Silva (* 19. července 1973, Paraíba) je bývalý brazilský fotbalista. Nastupoval především na postu útočníka.
V sezóně 2003/04 nastřílel v dresu Werderu Brémy 28 ligových gólů a stal se tak nejlepším střelcem tohoto ročníku Bundesligy.
Ve stejném roce byl vyhlášen nejlepším fotbalistou Německa.
Celkem v Bundeslize nastřílel 106 branek v 219 zápasech. Pět ligových branek si připsal v nejvyšší turecké soutěži (za Beşiktaş), tři v srbské (za Crvenou Zvezdu Bělehrad), osm ve švýcarské (za Grasshoppers), jeden v ukrajinské (za Metalurg Doněck), 20 v brazilské (za Guarani FC Campinas).
S Werderem Brémy se stal mistrem Německa (2003/04) a získal dva německé poháry (1998/99, 2003/04), s Crvenou Zvedou získal titul srbský (2006/07).